# Schiften

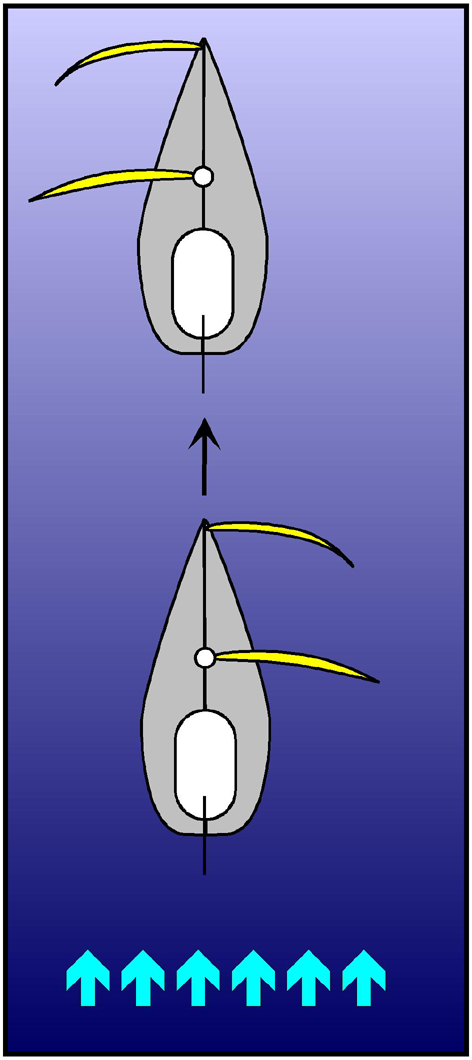
Schiften der Segel auf Vorwindkurs

Schiften bezeichnet ein Segelmanöver, bei dem auf einem Vorwindkurs (unfachmännisch ausgedrückt: „Wind von hinten“) ein oder mehrere Segel auf die andere Seite bewegt werden, ohne dabei den Kurs zu ändern.

## Schiften und Halse
Die Schifte entspricht technisch im Wesentlichen einer Halse, jedoch ohne den damit verbundenen Kurswechsel. Dieser langsame oder je nach Können der Besatzung auch abrupte Kurswechsel macht die Halse zu einem sehr dynamischen und auch risikoreichen Manöver. Die Geschwindigkeit, mit der die Segel bedient werden müssen, korrespondiert weitgehend mit der Geschwindigkeit der Kursänderung. Versierte Regattasegler halsen mit Booten in nahezu jeder Größe schneller als sie wenden können, bei entsprechender Ausrüstung auch mit Spinnaker. Da die Schifte keine Kursänderung haben soll, kann sie nahezu beliebig langsam und bis ins kleinste Detail kontrolliert ausgeführt werden. Einzig das Umspringen der Segel, wenn der Winddruck von der einen zur anderen Seite wechselt, kann durch den Lastwechsel zu Unruhe, Krängung und Anluven führen. Wenn die Segel nacheinander geschiftet werden, sind die auf mehrere Lastwechsel verteilten Kräfte geringer und insbesondere die Gefahr des Anluvens wird geringer.
Als in den 1970er Jahren in Deutschland die Segel- und insbesondere die Segelscheinausbildung systematisiert wurde, gab es drei Gründe, die Änderung der Segelstellung und die Änderung des Kurses zeitlich zu trennen. Zunächst versprach man sich davon eine didaktische Vereinfachung. Zweitens konnte die Halse mit Kursänderung nun als logisches Komplementärmanöver zur Wende dargestellt und gelehrt werden, und drittens konnte das nun anspruchsvollere Manöver Halse mit seinen definierten Kursänderungen in einer Prüfung genauer erkannt und beurteilt werden. Dabei sind die Bestandteile alter Kurs, Manövereinleitung, schnelles Schiften, Manöverende und neuer Kurs klar zu identifizieren.
Die scharfe Abgrenzung von Schifte und Halse ist eine Besonderheit der deutschen Segelausbildung. Insbesondere Anfänger und Segler, die ihre Erfahrungen aus ausbildungsnahen Veranstaltungen (z. B. Chartertörn mit Segellehrer) beziehen, legen großen Wert auf solche begrifflichen Feinheiten, auch als Beweis, dass sie nichts vergessen haben. Einer erfahrenen Besatzung ist es herzlich gleichgültig, ob dem als Halse angekündigten und nicht weiter kommandierten Manöver auch ein zünftiges Abfallen vorausging oder ein Anluven folgen wird. Sie muss und kann es nehmen, wie es gerade kommt.
Bis zur Einführung der Schifte wurde nirgends begrifflich zwischen einer Halse mit und ohne Kursänderung unterschieden. Genaugenommen verband man das Manöver Halse überhaupt nicht mit den begleitenden Kursänderungen. Das waren und sind für Segler ohne deutschen Segelschein auch heute Vor- und Nacharbeiten, um die Halse auszuführen. Ob und in welchem Umfang diese Arbeiten anfallen, ist von der Situation abhängig. Ein ausländischer Segler wird eine deutsche Schifte in seiner Sprache stets als Halse bezeichnen und eventuell die Worte ruhig, vorbildlich oder lehrbuchmäßig hinzufügen.
Der Begriff „schiften“ ist die Eindeutschung eines zuvor konstruierten Scheinanglizismus. Dies war nötig, da es bis zur Erfindung der Schifte keinen deutschen oder fremdsprachlichen Namen dafür geben konnte, es sei denn „halsen“, aber das Wort brauchte man ja noch anderweitig. Aus „umlegen“ bzw. als „Reaktion auf umspringenden Wind (shifting wind)“ wurde „to shift“ und daraus in Rechtschreibung und Grammatik eingedeutscht „schiften“. Solchen Wortschöpfungsmethoden verdankt die Fachsprache des deutschen Segelsports jener Zeit so nützliche Bereicherungen wie Barberholer, Preventer, Blister oder Kicker (starrer Baumniederholer).

## Mögliche Gründe fürs Schiften
- um eine absehbar notwendige Kursänderung vorzubereiten
- um eine weitere Änderung der Segelstellung vorzubereiten
- um eine Änderung der Windrichtung zu berücksichtigen, ohne den Kurs ändern zu müssen
- um das „Schmetterlingsegeln“ einzuleiten oder zu beenden: Das Schiften nur eines Teils der Segel ermöglicht ein „Schmetterlingsegeln“ „platt vor dem Wind“. Dabei stehen (auf einer Slup, d. h. einem einmastigen Schiff) Vor- und Großsegel auf unterschiedlichen Seiten
- um sich von der Ausweichpflicht zu befreien. Die Möglichkeit, sich durch Schiften aus der Ausweichpflicht zu stehlen, ergibt sich aus der Verbindung von einerseits der KVR Regel 12) b), welche jene Seite als Windseite (Luv) definiert, die dem Großbaum gegenüberliegt, und andererseits der KVR Regel 12) a) I), welche ein Segelboot mit Wind von Backbord verpflichtet, einem Segelboot mit Wind von Steuerbord (also mit dem Großsegel auf Backbord) auszuweichen.[1]